# Mitrovići (Czarnogóra)
Mitrovići (cyr. Митровићи) – wieś w Czarnogórze, w gminie Podgorica. W 2011 roku liczyła 299 mieszkańców.